# Renato Perini
Renato Perini (geboren 12. April 1924 in Terragnolo; gestorben 12. März 2007 in Trient) war ein italienischer Prähistoriker und Lehrer. Zwischen 1969 und 1976 leitete er die Grabungen im Torfmoor bei Fiavé, die zur Freilegung und Erforschung des prähistorischen Siedlungsplatzes der Pfahlbauten von Fiavé führten.

## Werdegang
Perini besuchte die weiterführende Oberschule, Istituto Magistrale „F. Filzi“, in Rovereto zur Ergreifung des Lehrberufes, die er 1943 abschloss. Zwischen 1948 und 1976 arbeitete er als Grundschullehrer zunächst in Grigno und Serso in der Valsugana, später in der Provinzhauptstadt Trient. 1976 wechselte er in die Provinzverwaltung und arbeitete im Beamtendienst bis zu seiner Pensionierung 1989 im Amt für Kulturgüter der autonomen Provinz Trient.
Neben seinem Beruf als Grundschullehrer war er ab 1962 im Nebenberuf als Prähistoriker für das naturwissenschaftliche Museum in Trient tätig. Perini begann als Autodidakt seine wissenschaftlichen Studien zu einem Zeitpunkt als die Ur- und Frühgeschichte im Trentino, trotz bedeutender ehemaliger Prähistoriker, wie Paolo Orsi und Pia Laviosa Zambotti, nur ein Schattendasein führte.
Seine ersten archäologischen Grabungen führte er zwischen 1963 und 1966 durch, als er die Reste einer Siedlung der Fritzens-Sanzeno-Kultur am Montesei in Serso bei Pergine Valsugana freilegte. Von 1969 bis 1970 war er südlich von Trient beim Vorort Romagnano tätig und legte eine der chronologisch längsten je in Europa gefundenen Kulturschichten frei, die vom Mesolithikum bis zur Römerzeit reicht.
Bekanntheit erlangte Perini mit den Grabungen im Torfmoor von Fiavé-Carera. Bei den zwischen 1969 und 1976 in den Äußeren Judikarien von ihm geleiteten Grabungskampagnen legte er die älteste Feuchtbodensiedlung im Trentino frei. Die Erforschung des Siedlungsplatzes Fiavé-Carera trug wesentlich zur Beilegung des international diskutierten Pfahlbaustreits bei.
Zwischen 1974 und 1979 führte er im Auftrag des Museo Nazionale Preistorico Etnografico „Luigi Pigorini“ in Rom Grabungen an der Pfahlbausiedlung Lavagnone bei Desenzano del Garda durch.
Renato Perini war ein international anerkannter Experte für die Bronze- und Eisenzeit. Seine auf innovativen Grabungstechniken und Analysen beruhenden Grabungsergebnisse wurden auch im Ausland veröffentlicht, vor allem in deutschsprachigen Fachzeitschriften. In den 1980er Jahren arbeitete er mehrmals mit dem Deutschen Bergbau-Museum Bochum bei der Analyse von Schmelzöfen aus der Spätbronzezeit am Passo Redebus zusammen. Mit seiner Arbeit trug er wesentlich zur Erweiterung der Kenntnisse über die Bronze- und Eisenzeit im Trentino bei.

## Schriften (Auswahl)
- Die Pfahlbauten im Torfmoor von Fiavè (Trentino/Oberitalien). In: Schweizerische Gesellschaft für Ur- und Frühgeschichte (Hrsg.): Band 7 (1976) Heft 27. S. 2–12, doi:10.5169/seals-1034327.
- Scavi archeologici nella zona palafitticola di Fiavé-Carera. Parte I. Situazione dei depositi e dei resti strutturali: campagne 1969–1976. (=Patrimonio storico e artistico del Trentino. Band 8). Servizio beni culturali della Provincia autonoma di Trento, Trient 1984, ISBN 88-7702-053-9.
- Scavi archeologici nella zona palafitticola di Fiavé-Carera. Parte II. Resti della cultura materiale: metallo, osso, litica, legno. Campagne 1969–1976. (=Patrimonio storico e artistico del Trentino. Band 9). Servizio beni culturali della Provincia autonoma di Trento, Trient 1987, ISBN 88-7702-016-4.
- Scavi archeologici nella zona palafitticola di Fiavé-Carera. Parte III. Resti della cultura materiale ceramica: campagne 1969–1976. (=Patrimonio storico e artistico del Trentino. Band 10 und 11). Servizio beni culturali della Provincia autonoma di Trento, Trient 1994, ISBN 88-7702-049-0.

## Ehrungen und Mitgliedschaften
- 1973 Ehreninspekteur der Sopraintendenza für Altertümer in Venedig
- 1973 Aufnahme in das Istituto Italiano di Preistoria e Protostoria
- 1974 Aufnahme in die Società di Studi Trentini di Scienze Storiche
- 1975 Aufnahme in die Accademia Roveretana degli Agiati
- 1990 Ehrendoktortitel der Universität Innsbruck
- 1994 Ehrenbürger von Fiavé[3]
- 2022 Benennung des Pfahlbaumuseums Fiavé zu seinen Ehren[4]